# Edmond Privat
Edmond Privat (Ginebra, 19 de agosto de 1889 - 28 de agosto de 1962) fue un esperantista de origen suizo, doctor en historia, periodista, profesor universitario y escritor. Aprendió esperanto en el año de 1903. Su obra consiste en dramas, poemas, cuentos y libros de aprendizaje escritos en esperanto. Su primera esposa (1911-1926) fue una esperantista francesa, Angèle Fallot. En 1926 se casa de nuevo con Yvonne Bouvier, también esperantista, la cual lo acompaña durante su actividades esperantistas y fue cajera en la Sociedad Esperantista Suiza (Svisa Esperanto-Societo)

## Movimiento esperantista
Aprendió esperanto junto a su compañero Hector Hodler en 1903. Ese mismo año fundaron la revista Juna Esperantisto («Esperantista Joven»). En 1905 cuando apenas era un joven de 16 años, participó en el 1.er Congreso Universal de Esperanto en Boulogne-sur-Mer, donde tuvo que llegar a pie, para entonces ya hablaba Esperanto con elocuencia. Estudio ciencias lingüísticas e historia en la Universidad de París. Merece especial atención su libro en francés acerca de la historia y sicología de los pueblos. Privat presidió un comité internacional conferencia para la liberación de las naciones oprimidas. Fue un pionero en la educación del pueblo y del sistema cooperativo en Suiza.
En 1907 y 1908 hizo un largo viaje propagandístico acerca del Esperanto por Estados Unidos, Inglaterra y Francia, en 1911 también visitó Rusia y parte de Europa. Fue miembro del comité de la UEA desde 1912. Desde 1920 hasta 1934 fue el redactor principal (con el título de gvidanto [«guía»]) del órgano oficial de la organización, la revista Esperanto. Desde 1924 hasta 1928 fue presidente de la UEA, y al mismo tiempo presidente de la "Internacia Centra Komitato" (Comité internacional central), pero renunció después de un escándalo del cual después se demostró su inocencia. Fue también presidente de la Svisa Esperanto-Societo desde 1921 hasta 1928.
Gracias a sus obras Historio de la lingvo Esperanto («Historia del Idioma Esperanto») y 
Vivo de Zamenhof
```
(«Vida de Zamenhof»), Privat se hizo uno de los historiadores más importantes del Esperanto. Escribió un estudio filológico llamado 
Esprimo de sentoj en Esperanto
 («Expresión de sentimientos en esperanto»), es autor del drama lírico 
Ginevra
 y del libro de poesías 
Tra l' silento
 (A través del silencio). Se hizo muy conocido en el campo de la pedagogía esperantista por su novela "Karlo" y "
Kursa lernolibro
".
```

Acerca de su vida espiritual, Privat frecuentó la Sociedad Religiosa de los Amigos, reconocidos por su pacifismo. Fue aceptado como miembro de esa sociedad desde 1936, dentro de la esa comunidad religiosa, Edmond Privat también fue muy famoso. Con esta organización, Privat organizó un discurso de Gandhi, cuando Gandhi regresó a su país, Privat y su esposa viajaron con él en barco y permanecieron varios meses en India. Esas experiencias son el tema de su libro en francés "Aŭ Indes avec Gandhi" (En India, con Gandhi).
Durante los años 1923 - 1926, Privat fue un consejero honorario y vicedelegado de Irán en la entonces Sociedad de las Naciones. Además, presentó al Esperanto en la Liga de las Naciones, a la Oficina Internacional de Trabajo y a la Unión Telegráfica Universal. Fue un gran organizador, arreglando múltiples conferencias internacionales, como la enseñanza del Esperanto en Ginebra (1922), conferencia de comercio y turismo en Venecia (1923), radio-conferencia internacional en Ginebra (1924), conferencia de comercio e industria en París (1925), conferencia de paz mediante las escuelas en Praga (1927), en esta última el Esperanto fue la lengua oficial de traducción.
Después de la muerte de L.L. Zamenhof, Privat recibió el oficio de hacer el tradicional discurso anual en la solemne reunión de inauguración del congreso universal de Esperanto. Aunque fue periodista de la revista socialista "El Sentinela", nunca se alió a SAT, la organización esperantista de izquierda. Uno de sus grandes méritos fue la emisión de un programa de radio en 1946 completamente en Esperanto en la "Radio suiza de onda corta" (más tarde renombrada Radio Suiza Internacional). Ese mismo programa lo realizó hasta su muerte en 1962, desde entonces la labor la continuó Claude Gacond durante 30 años más, hasta 1992 cuando se cesó de transmitir el programa.

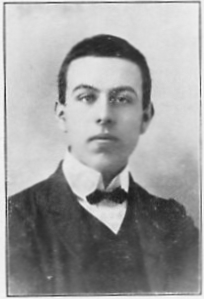
Edmon Privat en 1906.

## Otras actividades
En el año de 1932 escribió en la revista francesa El Sentinela acerca de la trágica muerte de doce trabajadores en la ciudad de Ginebra durante una manifestación antifascista. También escribió frecuentemente artículos en el periódico L'Essor, y fue su redactor durante entre 1944 y 1949. Fue profesor en la Universidad de Neuchâtel.

### Obra
- Karlo (1909)
- Ĉe l' koro de Europo (1909)
- Vivanta lingvo de vivanta popolo (1910)
- Pri esperanta literaturo (1912)
- Tra l' silento (1912)
- Ginevra (1913)
- Kursa lernolibro (1913)
- Historio de la lingvo Esperanto (en dos volúmenes: 1912 y 1927)
- Vivo de Zamenhof (1920)
- Esprimo de sentoj en Esperanto (1931) filología studo; reeldono: Internacia Esperanto-Instituto, Den Haag, (1957)
- Interpopola konduto: psikologia studo de internaciaj problemoj (1934).
- Federala sperto (1958)
- Junaĝa verkaro (1960)
- Aventuroj de pioniro (1963)
- Aux Indes avec Gandhi (1948)
- Vivo de Gandhi (1967)
- Du paroladoj

## Literatura
- Mohammad Farrokh. La pensée et l'action d'Edmont Privat: (1889–1962): contribution à l’histoire des idées politiques en Suisse. Peter Lang, Bern/Berlin u. a. 1991, ISBN 3-261-04332-6 (al mismo tiempo disertación en la Universidad de Ginebra)

- Pranab Chandra Roy Choudhury. Edmond Privat, a forgotten friend of India. Navajivan Pub. House, Ahmedabad 1976.

- Edmond Privat, 1889–1962. In: Revue neuchâteloise, n.º 43/44, Neuchâtel 1968, ISSN 0035-3779